# Diechomma
Diechomma es un género de arañas araneomorfas de la familia Linyphiidae. Se encuentra en Colombia.

## Lista de especies
Según The World Spider Catalog 12.0:
- Diechomma exiguum (Millidge, 1991)
- Diechomma pretiosum Millidge, 1991